# Clearwater River Dene Band 223
Clearwater River Dene Band 223 är ett reservat i Kanada.   Det ligger i provinsen Saskatchewan, i den centrala delen av landet, 2 600 km väster om huvudstaden Ottawa. Clearwater River Dene Band 223 ligger vid sjöarna  Huddleston Lake och Taylor Lake.
I omgivningarna runt Clearwater River Dene Band 223 växer i huvudsak barrskog. Trakten runt Clearwater River Dene Band 223 är nära nog obefolkad, med mindre än två invånare per kvadratkilometer.